# كيتشة (بربرود الغربي)
کیتشة (بالفارسية: کیچه) هي قرية تقع في إيران في قسم بربرود الغربي الریفي. يقدر عدد سكانها بـ 29 نسمة بحسب إحصاء 2016.